# Óscar Acuña Torres
Óscar Acuña Torres (Valenzuela 1926-Coronel Bogado, 2003) fue un político paraguayo, presidente del Partido Revolucionario Febrerista en dos ocasiones.

## Biografía
Fue presidente del Partido Revolucionario Febrerista en el periodo 1981-1983 y 2002-2004. Sin embargo, no lo pudo cumplir porque falleció el 14 de enero de 2003, en un accidente de automóvil en las afueras de la ciudad de Coronel Bogado, Itapúa cuando estaba por esa zona para visitar los comités del PRF.
Acuña Torres recibió homenajes y saludos por parte de varios partidos políticos que lo recordaran como un luchador por el socialismo, y un opositor a la dictadura de Stroessner. De hecho, su nombre fue encontrado en el Archivo del Terror, por haber luchado por la democracia en el Paraguay. También el Congreso de la República lo homenajeó.
Lo sucedió en el cargo de presidente del PRF, Óscar Montiel Galván.
Un Monolito suyo se erige, junto con otras 9 personalidades destacadas en el Paseo de los Ilustres de su ciudad natal, dicho espacio público de honor fue inaugurado el 31 de marzo de 2011 en la Plaza Tte. Eligio Montanía.